# Kayranlı, Alacakaya
Kayranlı là một xã thuộc huyện Alacakaya, tỉnh Elâzığ, Thổ Nhĩ Kỳ. Dân số thời điểm năm 2011 là 128 người.